# Natália Araújo
Natália Pereira de Araújo (Guarulhos, 10 de abril de 1997) é uma voleibolista indoor brasileira, atuante na posição líbero, com marca de alcance de 228 cm no ataque e 215 cm no bloqueio, que atuando pela Seleção Brasileira conquistou  a medalha de ouro no Campeonato Sul-Americano de 2021 na Colômbia, as medalhas de prata  nas edições da Liga das Nações de 2019 e 2022, na China e Turquia, respectivamente, também no Campeonato Mundial de 2022 nos Países Baixos e Polônia.

## Carreira

### Clubes
Por incentivo de seu pai, como atividade extracurricular, iniciou na modalidade aos 7 anos de idade SESI- Guarulhos, e como profissional iniciou em 2010 pela ADC Classista Bradesco até 2016. Na temporada 2016-17, transfere-se para o SESI-SP.
Na temporada 2017-18, se transferiu para o Hinodê/Barueri, equipe do técnico da seleção brasileira José Roberto Guimarães, sagrando-se  vice-campeão Paulista de 2017 e finalizou na quinta posição na Superliga Brasileira A 2017-18. Renovou com o mesmo clube para as competições de 2018-19. Em 2019 foi convocada para Seleção Brasileira para disputar a Liga das Nações em Nanquim.
Foi anunciada como reforço do SESC]-RJ na temporada 2019-20, campeã do Campeonato Carioca de 2019, em 2020 sofreu lesão no joelho direito, sendo submetida a cirurgia em novembro de 2020, depois recuperou-se e iniciou a temporada 2021-22, o time utilizando a alcunha  SESC/Flamengo, e foi bicampeã do Campeonato Carioca em 2021 e terminou na quarta colocação na Superliga Brasileira A 2021-22.
Foi anunciada como jogadora do Osasco São Cristóvão Saúde para a jornada esportiva de 2022-23. Porém com a chegada de Camila Brait para o Osasco inviabilizou a renovação de Natinha, afinal não há espaço para elas jogarem juntas em 2023/2024.Natinha liderou a estatística de passe com aproveitamento de 74% na Surperliga 2022/23.
No dia 01 de julho de 2023, foi anunciada oficialmente, no perfil do instagram do Dentil/Praia Clube de Uberlândia/MG, sua contratação para defender o time mineiro na temporada 2023/2024.

### Seleção Brasileira
Foi convocada para Seleção Brasileira para disputar o Campeonato Sul-Americano de 2021  em Barrancabermeja e sagra-se campeã.
Em 2022 foi convocada para Seleção Brasileira para a disputa das Liga das Nações e conquista a medalha de prata e também foi convocada para o Campeonato Mundial de 2022 nos Países Baixos e Polônia e conquista a medalha de prata.

## Títulos e resultados
- Copa Brasil de 2024
- Supercopa Brasileira de 2024
- Supercopa Brasileira de 2023
- Superliga Brasileira A:2021-22
- Campeonato Mineiro 2023
- Campeonato Mineiro 2024
- Copa Brasília 2024
- Campeonato Cariocaː2019 e 2021
- Campeonato Paulistaː2018

### Prêmios individuais
- Melhor Líbero do Campeonato Sul-Americano de Clubes de 2024